# Segunda base

Posición del jugador de la segunda base.

Segunda base (abreviada 2B), en béisbol, puede referirse a la ubicación de la segunda base o a la posición del jugador en ese lugar. A esta posición se le asigna el número 4. También forma parte del infield, conocido como cuadro.
El jugador que se ocupa de la segunda base con el jugador de la primera base inicia el double play con las rolas hacia su posición (una jugada que se eliminan dos jugadores a la vez).
Es un jugador muy importante para cortar el tiro de un jardinero hacia la segunda base, y también para hacer jugadas importantes dentro del cuadro.

## Jugadores de la segunda base en el Salón de la Fama
- Roberto Alomar
- Craig Biggio
- Johnny Evers
- Nellie Fox
- Frankie Frisch
- Charlie Gehringer
- Frank Grant
- Billy Herman
- Rogers Hornsby
- Nap Lajoie
- Tony Lazzeri
- Bill Mazeroski
- Bid McPhee
- Joe Morgan
- Jackie Robinson
- Ryne Sandberg
- Red Schoendienst
- germayoni arias

## Otros jugadores importantes de la segunda base
- José Altuve
- Ramón "El Abulón" Hernández
- Robinson Canó
- Dustin Pedroia
- Beto Ávila
- Bret Boone
- Bobby Grich
- Omar Infante
- Glenn Hubbard
- Dick McAuliffe
- Bobby Richardson
- Johnny Temple
- Jesús Marcano Trillo
- Chase Utley
- Lou Whitaker
- Frank White
- Fernando Viña
- Edgardo Alfonzo (también ha jugado tercera base)
- Joe Gordon
- Ladislao Malarczuk (softball player)
- Marco Scutaro
- José Castillo (también jugaba tercera base y jardín izquierdo)

- Datos: Q1368195
- Multimedia: Second basemen / Q1368195